# Natação nos Jogos Pan-Americanos de 2011 - 10 km feminino
A competição dos 10 km feminino da natação nos Jogos Pan-Americanos de 2011 foi realizada no dia 22 de outubro no Terminal Marítimo API, em Puerto Vallarta.

## Calendário
Horário local (UTC-6).
| Data          | Horário | Fase  |
| ------------- | ------- | ----- |
| 22 de outubro | 09:05   | Final |

## Medalhistas
| Ouro   | ARG Cecilia Biagioli   |
| Prata  | BRA Poliana Okimoto    |
| Bronze | USA Christine Jennings |

## Resultados
| Pos.              | Nadador                | Tempo     |
| ----------------- | ---------------------- | --------- |
| Medalha de ouro   | ARG Cecilia Biagioli   | 2:04:11.5 |
| Medalha de prata  | BRA Poliana Okimoto    | 2:05:51.3 |
| Medalha de bronze | USA Christine Jennings | 2:05:52.2 |
| 4                 | USA Eva Fabian         | 2:05:54.8 |
| 5                 | BRA Ana Marcela Cunha  | 2:05:55.2 |
| 6                 | ECU Nataly Caldas      | 2:05:57.0 |
| 7                 | CAN Zsofia Balazs      | 2:06:22.2 |
| 8                 | MEX Lizeth Rueda       | 2:06:26.8 |
| 9                 | VEN Yanel Pinto        | 2:06:57.2 |
| 10                | ARG Pilar Geijo        | 2:07:00.2 |
| 11                | MEX Alejandra González | 2:11:38.0 |
| 12                | GUA Cindy Toscano      | 2:21:20.8 |
| 13                | PUR Zuleimarie Hornedo | 2:22:27.2 |
| 14                | GUA María Muñoz        | 2:27:31.4 |
| 99 !              | ESA Yadira Guerra      | DNF       |
| 99 !              | PUR Betsmara Cruz      | DNF       |

Legenda
| Recorde mundial                  | Recorde mundial (World record)               |                       | Recorde africano                      | Recorde africano (African) |                                           | Q | Classificado por posição (Qualified) |
| Recorde dos Jogos Pan-Americanos | Recorde pan-americano (Pan-American record)  | Recorde da América    | Recorde da América (Americas)         | q                          | Classificado por melhor tempo (Qualified) |   |                                      |
| Melhor marca do ano              | Melhor marca do ano (World leading)          | Recorde asiático      | Recorde asiático (Asian)              | DNS                        | Não largou (Did not start)                |   |                                      |
| Recorde nacional                 | Recorde nacional (National record)           | Recorde europeu       | Recorde europeu (European)            | DNF                        | Não terminou (Did not finish)             |   |                                      |
| Recorde pessoal                  | Recorde pessoal do atleta (Personal best)    | Recorde da Oceania    | Recorde da Oceania (Oceania)          | DSQ / DQ                   | Desclassificado (Disqualified)            |   |                                      |
| Recorde da temporada             | Recorde da temporada do atleta (Season best) | Recorde sul-americano | Recorde sul-americano (South America) | NM                         | Sem marca (No mark)                       |   |                                      |